# Alain Tirloit
Alain Tirloit, né le 8 avril 1958 à Roubaix, est un joueur de football français évoluant au poste de défenseur central.
À l'issue de sa carrière de footballeur professionnel, il reste dans l'univers du ballon rond en occupant notamment les fonctions d’entraîneur ou de dirigeant.

## Biographie
En 2010/2011, il est entraîneur de l'US Lesquin (titulaire du DEF, il sert de prête nom à Stéphane Quagebeur). 
Par ailleurs, il est chroniqueur pour la chaîne de télévision régionale Wéo et est commercial pour Taff Equipements, la société d'équipements sportifs fondée par l'ancien joueur du Losc, Grégory Tafforeau.

## Carrière

### Joueur
- 1974-1980 :  Lille OSC
- 1980-1982 :  US Nœux-les-Mines
- 1982-1984 :  RC Lens
- 1984-1985 :  FC Mulhouse
- 1985-1986 :  AS Beauvais
- 1986-1987 :  ES Wasquehal[1]

### Reconversion
- 1986-1990 : entraîneur du FC Linselles
- 1991-1994 : responsable commercial au RC Lens
- 1994-1996 : responsable commercial au Lille OSC
- 1998-2002 : agent de joueurs
- 2002-2003 : directeur sportif au Lille OSC
- 2003-2005 : agent de joueurs
- 2005-2006 : directeur général du RE Mouscron